# Karol Dembowski
El baró Karol Dembowski   (Milà, 9 d'abril de 1808 - 14 d'octubre de 1853) fou un viatger i escriptor polonès del Romanticisme.
Es coneix molt poc sobre ell, i fins i tot la seva nacionalitat: alguns el fan francès i altres italià. A finals de gener de 1838 va emprendre un viatge per Espanya amb el propòsit d'analitzar la metamorfosi d'una societat idealitzada pel Romanticisme i ressenyar els signes que encara perduraven de l'antiga mentalitat. Ho va fer durant la Primera Guerra Carlista, i durant el seu viatge va redactar diverses cartes en francès a la comtessa de Bourke, a les madames Viscontini i Ancelot, a Prosper Merimée, a Stendhal i als barons Trecchi i de Mareste, que després va reunir i va publicar en un llibre de viatges, Deux ans en Espagne et a Portugal, pendant la guerre civile 1838-1840 (a París, per Charles Gosselin, el 1841). Adoptant sempre una visió favorable al govern liberal, el seu relat es mostra atent a la descripció del país, però també demostra sensibilitat social a les greus conseqüències que la guerra va tenir per a les classes més desfavorides: denuncia la brutalitat i la gana que patien aquestes classes i resulta molt objectiu en els judicis que forma sobre els personatges polítics i militars del país.
A la Cartoixa de Valldemosa va visitar al seu compatriota Chopin, qui vivia allí intentant reposar-se de la seva malaltia al costat de la seva amant George Sand, qui, segons descriu Dembowski, tenia escandalitzat el capellà i a tot el poble en general, per no anar a l'església ni freqüentar el poble, per fumar cigars i beure cafè a tota hora.
Dembowski també recull nombroses cançons, cobles i refranys populars i descriu balls i músiques regionals.
El seu llibre va ser traduït per primera vegada a l'espanyol a Madrid, per l'editorial Espasa-Calpe, el 1931. El 2008 l'editorial Crítica de Barcelona ha reimprès aquesta traducció.